# NGC 6321
NGC 6321 is een balkspiraalstelsel in het sterrenbeeld Hercules. Het hemelobject werd op 14 juli 1871 ontdekt door de Franse astronoom Édouard Jean-Marie Stephan.

## Synoniemen
- UGC 10768
- MCG 3-44-2
- ZWG 111.15
- IRAS 17122+2022
- PGC 59900